# Макарий (Лобов)
Митрополи́т Мака́рий (в миру Михаи́л Ло́бов; 1847 — 2 (15) января 1921, Белая Криница, Буковина, Королевство Румыния) — епископ Древлеправославной Церкви Христовой (Белокриницкая иерархия), митрополит Белокриницкий.

## Биография
Родился в старообрядческой (липованской) крестьянской семье. До избрания епископом состоял священником в городе Яссы.
4 июля 1900 года в Тулче рукоположён во епископа Тульчинского, хиротонию совершили митрополит Афанасий в сослужении архиепископа Славского Иринарха и наречен в то же время наместником Белокриницкой митрополии.
10 сентября 1906 года по избранию Освященного собора возведён в сан митрополита в Белой Кринице архиепископом Московским Иоанном и епископом Уральским Арсением, епископом Славским Леонтием, епископом Нижегородским Иннокентием.
Довоенный период его служения в качестве Митрополита Белокриницкого был спокойным, тихим, вполне мирным и в духовном и в гражданском смысле.
Во время I мировой войны, когда русские войска подошли к Белой Кринице, митрополит Макарий (Лобов) был 5 октября 1914 года арестован австрийскими властями и под усиленным конвоем направили в город Рэдэуци. Комендант, производивший допрос, обошелся с митрополитом весьма грубо, кричал на него, топал ногами и грозил непрестанно: «Сейчас вас расстреляю!.. Старообрядцев всех вырежу!… Белую Криницу да и другие старообрядческие села сожгу!»
После допроса митрополита под усиленным конвоем, привезли в какой-то пустой, сырой, холодный дом и заперли в нетопленой комнате, поставив у дверей стражу. Здесь продержали его трое суток, причём владыка питался только черствым хлебом, переданным ему одним старообрядцем. На четвертый день солдаты его грубо вывели на улицу, велели сесть на простую телегу, привезли на казарменный двор и оставили под открытым небом на телеге на несколько часов. Его окружила толпа австрийцев, солдат и всякой голытьбы, среди которой находились и мужчины, и женщины, и дети. Толпа всячески издевалась над митрополитом. Владыке плевали в лицо, замахивались на него палками и кнутовищами и дико вопили: «Иуда!.. Предатель!.. Фарисей!..».
После вторичного допроса митрополит Макарий был освобождён, но в покое его не оставили. В монастыре постоянно производились обыски австрийцами. Солдаты врывались в монастырь толпой с дикими криками: «Где москали?.. Подайте нам москалей!..». Москалей искали всюду: и в покоях у владыки, и в келиях, и в монастырских церквах, и на колокольне. Митрополита обвиняли в том, что он якобы скрывал на монастырской колокольне русских, преимущественно казаков, и в подстрекательстве старообрядцев против австрийцев. На него взводили ещё целый ряд всяческих обвинений, например, говорили, что он по ночам сигнализирует русским фонарем с колокольни…
Перед вторичным отступлением русских из Буковины черновицкий губернатор Сергей Евреинов посоветовал митрополиту Макарию оставить Буковину и предложил ехать в Россию вместе с ним. Митрополит Макарий принял этот совет и уехал. По выезде из Буковины владыка 3 дня пробыл в Киеве, а 12 февраля 1915 года с разрешения военных властей он приехал в Москву и жил в России почти год, совершая богослужения в старообрядческих храмах Москвы, Подмосковья и Петрограда.
По словам корреспондента газеты «Биржевые ведомости»: «Чувствует митрополит в настоящее время себя плохо, его здоровье значительно ослабело после перенесённых потрясений и страданий, нравственных и физических. Он осунулся, похудел, лицо у него измученное, глаза скорбные».
Уступив настойчивым просьбам петербургских старообрядцев, митрополит Макарий решил посетить благодаря Санкт-Петербург, куда прибыл 14 марта, остановившись у старообрядческого епископа Геронтия (Лакомкина) на Громовском кладбище.
В апреле того же года по причине болезни архиепископа Московского Иоанна (Картушина) возглавлял торжества по случаю 10-летия распечатания алтарей Рогожского кладбища
24 апреля 1915 года скончался архиепископ Московский Иоанн (Картушин), и на Освященном соборе, обсуждавшем кандидатуру нового предстоятеля, был поднят вопрос о том, чтобы Белокриницкий митрополит остался в Москве и возглавил старообрядцев России. Митрополит Макарий отказался, сказав: «Если откроется путь к моей пастве, я должен немедленно ехать туда. И если даже, чего не дай Бог, сожгут все я буду оплакивать, как Иеремия, сидя на пепелище». На Московскую кафедру был избран Саратовский епископ Мелетий (Картушин), возведение которого в архиепископы 30 августа 1915 года возглавил митрополит Макарий.
Вскоре митрополит вернулся в Белую Криницу, где в 1917 году был избит революционно настроенными солдатами отступавшей русской армии, разграбившими мужской и женский монастыри Белой Криницы.
Скончался 2 января 1921 года (по старому стилю) в Белокриницком монастыре в возрасте 73 лет. Погребён там же.